# Hewrin Chalaf
Hewrin Chalaf (kurd. Hevrîn Xelef; ur. 15 listopada 1984 w Al-Malikijja, zm. 12 października 2019 na południe od Tall Abjad) – kurdyjska inżynier i polityczka.

## Życiorys
Ukończyła budownictwo lądowe na Uniwersytecie w Aleppo. Pracowała w wyuczonym zawodzie.
Pełniła funkcję sekretarz generalnej kurdyjskiej partii „Przyszłość Syrii”. Zamordowana wraz z ośmioma innymi cywilami w zasadzce przeprowadzonej przez bojówkarzy wspieranych przez Turcję w czasie Operacji „Źródło pokoju” podczas wojny domowej w Syrii.